# Harald Fritzsch
Harald Fritzsch (Zwickau, 10 febbraio 1943 – Monaco di Baviera, 16 agosto 2022) è stato un fisico tedesco.
È noto per i suoi contributi alla teoria dei quark, lo sviluppo della cromodinamica quantistica e l'unificazione del modello standard della fisica delle particelle.

## Istruzione e carriera
Dopo aver completato gli studi a Zwickau nel 1961, divenne soldato della Narmale Volksarmee della DDR. Studiò fisica a Lipsia dal 1963 al 1968. Dopo essere fuggito nella Germania occidentale, continuò i suoi studi a Monaco dove ottenne il suo dottorato di ricerca sotto la supervisione di Heinrich Mitter.
Nel 1970 Fritzsch visitò l'Aspen Center of Physics, dove conobbe Murray Gell-Mann. I due iniziarono una collaborazione, prima ad Aspen, poi al California Institute of Technology. Nel 1971 introdussero il concetto di numero quantico di carica di colore che ha permesso loro, in collaborazione con William A. Bardeen, di spiegare il tasso di decadimento dei pioni . Nell'autunno del 1971 Fritzsch e Gell-Mann si trasferirono a Ginevra in Svizzera, dove lavorarono insieme al CERN. Proposero una teoria di gauge per l'interazione forte, oggi conosciuta come "quantocromodinamica". Nel settembre 1972 fecero ritorno alla Caltech. Nel 1975 Fritzsch pubblicò un articolo insieme a Peter Minkowski in cui veniva proposto il gruppo di simmetria SO (10) come simmetria della grande teoria unificata che è diventata poi una teoria standard. Nel 1976 Fritzsch si trasferì di nuovo in svizzera per lavorare al CERN. Dopo aver lavorato per un anno all'Università di Wuppertal e all'Università di Berna, nel 1980 divenne professore all'Università Ludwig Maximilian di Monaco.
Fritzsch lavorò anche su "modelli compositi" di leptoni e quark, matrici di massa di quark e leptoni, decadimenti deboli di quark pesanti, cosmologia e costanti fondamentali della fisica. Nel 2008 è andato in pensione.
Nel 1971 Fritzsch sposò Brigitte Goralski con la quale ha avuto due figli.

## Pubblicazioni
- Quarks: The Stuff of Matter (1989)[3][4]
- The Creation of Matter: The Universe from Beginning to End (1984,      )[5]
- Un'equazione che ha cambiato il mondo: Newton, Einstein e la teoria della relatività (1997)
- The Curvature of Spacetime:Newton, Einstein e Gravitation (2005)
- Elementary particles: Building Blocks of Matter (2005)
- Escape From Leipzig (2008)
- The Fundamental Constants: A Mystery of Physics (2009)
- You Wrong, Mr Einstein !: Newton, Einstein, Heisenberg e Feynman Discussing Quantum Mechanics (2011)
- Microcosmos: The World of Elementary Particles: Fictional discussion between Einstein, Newton and Gell-Mann (2013)
- 50 Years of Quarks (con Murray Gell-Mann,2015)